# Bionic
„Bionic“ е шестият студиен албум на американската поп-певица Кристина Агилера, издаден на 9 юни в Япония, 4 юни в Австралия и на 8 юни в САЩ. В различните държави в Европа албума бива издаден в периода 4 и 7 юни 2010.
Албумът включва синглите „Not Myself Tonight“, „Woohoo“ заедно с Ники Минаж и „You Lost Me“. Албумът е продуциран от Ester Dean, Focus..., John Hill, Ladytron, Le Tigre, Linda Perry, Polow da Don, Samuel Dixon, Sia Furler, Switch и Tricky Stewart.

## Списък на песните

### Оригинален траклист
1. „Bionic“ – 3:21
2. „Not Myself Tonight“ – 3:05
3. „Woohoo“ (с Ники Минаж) – 5:28
4. „Elastic Love“ – 3:34
5. „Desnudate“ – 4:25
6. „Love & Glamour (Intro)“ – 0:11
7. „Glam“ – 3:40
8. „Prima Donna“ – 3:26
9. „Morning Dessert (Intro)“ – 1:33
10. „Sex for Breakfast“ – 4:49
11. „Lift Me Up“ – 4:07
12. „My Heart (Intro)“ – 0:19
13. „All I Need“ – 3:33
14. „I Am“ – 3:52
15. „You Lost Me“ – 4:17
16. „I Hate Boys“ – 2:24
17. „My Girls“ (с Peaches) – 3:08
18. „Vanity“ – 4:22

### Делукс издание
1. „Monday Morning“ – 3:54
2. „Bobblehead“ – 3:02
3. „Birds of Prey“ – 4:19
4. „Stronger Than Ever“ – 4:16
5. „I Am (Stripped)“ – 3:55

### iTunes Store делукс издание
1. „Little Dreamer“ – 4:11

## Класации
| Класация  | Сертификация | Продажби |
| --------- | ------------ | -------- |
| Австралия | Златен       | 35 000   |
| Австрия   | Златен       | 10 000   |